# 長島修
長島 修（ながしま おさむ、1947年 - ）は、日本の経済学者、経営学者、歴史学者。専門は近現代日本経済史・経営史。立命館大学経営学部名誉教授。経済学博士（京都大学、1989年）。
1971年横浜国立大学経済学部経済学科卒業。77年京都大学大学院経済学研究科博士課程単位取得退学。

## 著書

### 単著
- 『日本戦時鉄鋼統制成立史』（法律文化社、1986年）
- 『戦前日本鉄鋼業の構造分析』（ミネルヴァ書房、1987年）
- 『現代日本経済入門』（法律文化社、1993年/増補版、1996年）
- 『日本戦時企業論序説　日本鋼管の場合』（日本経済評論社、2000年）
- 『日本経済の新段階　情報技術革命とグローバリゼーション』（法律文化社、2002年）
- 『官営八幡製鐵所論　国家資本の経営史』（日本経済評論社、2012年）

### 共編著
- （下谷政弘）『戦時日本経済の研究』（晃洋書房、1992年）